# برونو مانويل مارينيو
برونو مانويل مارينيو هو لاعب كرة قدم برازيلي في مركز الوسط، ولد في 5 يوليو 1984 في البرازيل. لعب مع أتفدابيرجس ونادي سانتوس ونادي غواراني.

## وصلات خارجية
- برونو مانويل مارينيو على موقع اتحاد السويد (السويدية)
- برونو مانويل مارينيو على موقع قاعدة بيانات كرة القدم.إي يو (الإنجليزية)